# Dirleton
Dirleton ist eine Ortschaft in der schottischen Council Area East Lothian. Sie liegt im Norden der Region etwa drei Kilometer südwestlich von North Berwick und zehn Kilometer nördlich von Haddington.

## Geschichte
Im frühen 12. Jahrhundert gelangte die Baronie Dirleton, die sich bis an den Firth of Forth erstreckte, in den Besitz von William de Vaux. Die Familie de Vaux ließ am Standort eine hölzerne Festung errichten. Wahrscheinlich im 13. Jahrhundert wurde diese durch die Keimzelle des heutigen Dirleton Castle ersetzt. 1663 gelangte das Anwesen in den Besitz von John Nisbet, Lord Dirleton. Dieser ließ im selben Jahr das nahegelegene Herrenhaus Archerfield House für sich erbauen und Dirleton Castle wurde aufgegeben. Heute gehört die Ruine dem National Trust for Scotland.
Die heutige Pfarrkirche von Dirleton entstand im Jahre 1612. Noch vor der Greyfriars Kirk in Edinburgh erbaut, zählt sie zu den frühsten postreformatorischen Kirchenneubauten in Schottland.

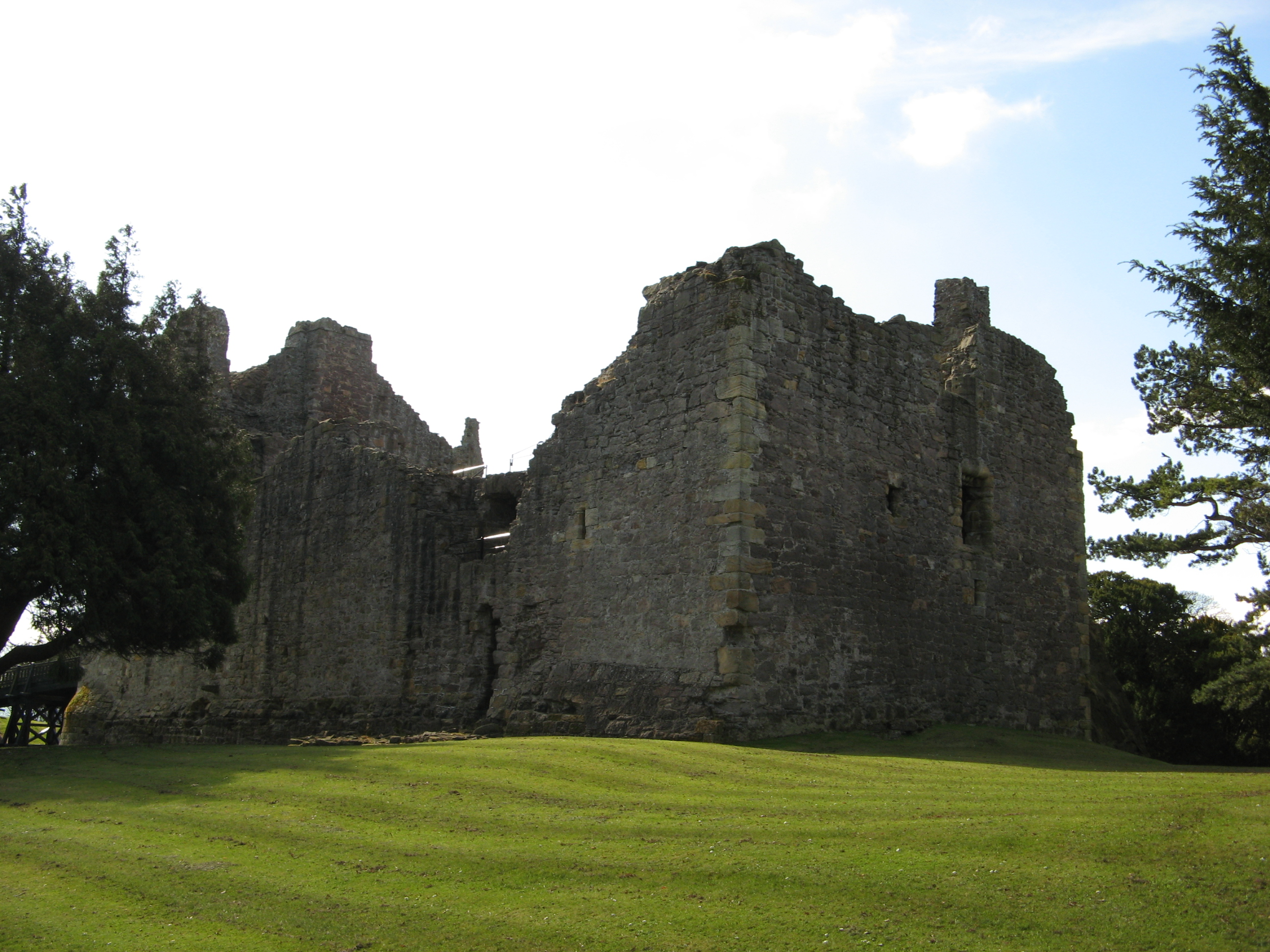
Ruinen von Dirleton Castle
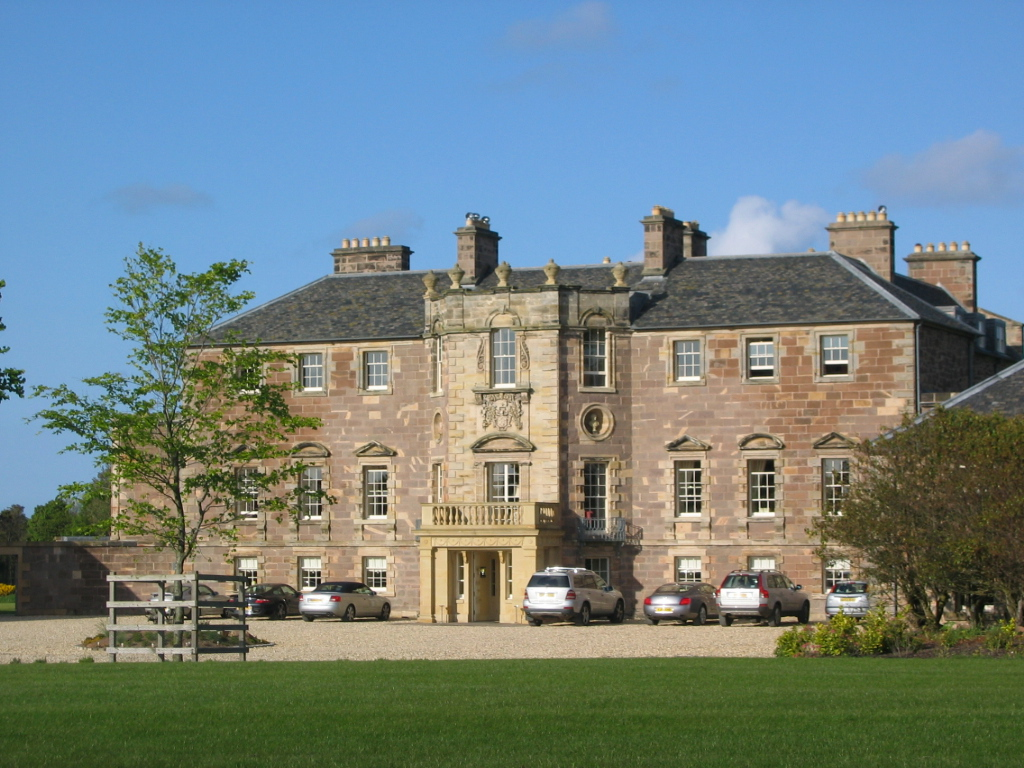
Archerfield House
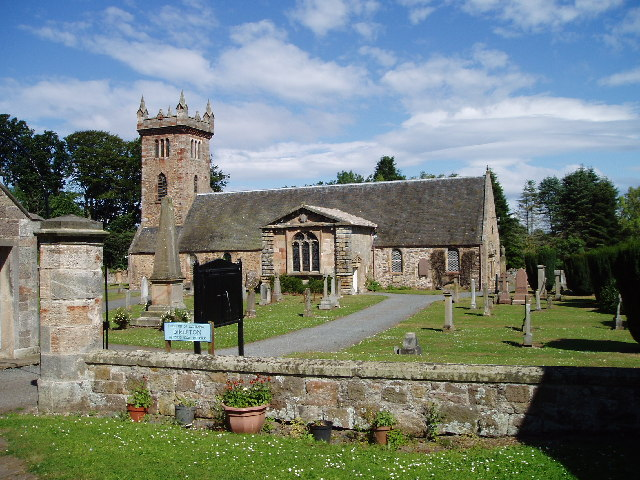
Dirleton Parish Church
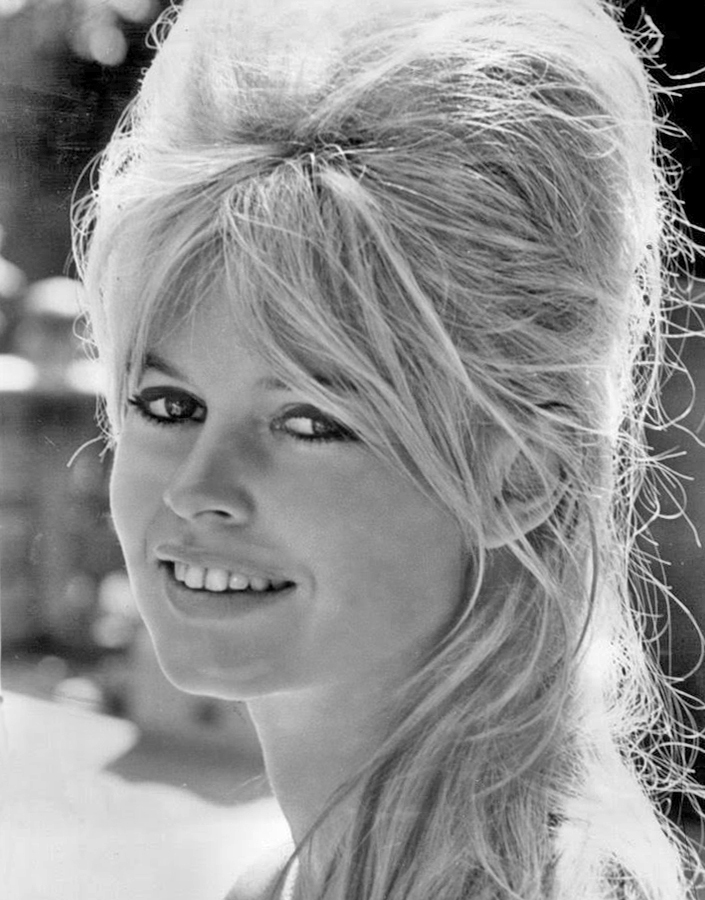
Brigitte Bardot, Schauspielerin in Zwei Wochen im September

## Verkehr
Direkt südlich von Dirleton verläuft die A198, welche die Ortschaft an das Fernstraßennetz anschließt. In der Vergangenheit besaß Dirleton einen eigenen Bahnhof entlang der von der heutigen East Coast Main Line abzweigenden Stichbahn nach North Berwick. Der Bahnhof wurde jedoch 1954 aufgelassen. Mit dem Flughafen Edinburgh befindet sich ein internationaler Verkehrsflughafen rund 35 km südwestlich.

## Zwei Wochen im September
Der britisch-französische Film von 1967 (Two Weeks September) (À cœur joie) wurde teilweise in der Region gedreht. Der Film hatte Brigitte Bardot und Laurent Terzieff in der Hauptrolle und wurde von Serge Bourguignon geleitet. Szenen für den Film wurden im September 1966 vor Ort in Dirleton Castle und am Strand von Gullane gedreht. Die Hauptdarsteller blieben im Open Arms Hotel in Dirleton.